# Ernie Pomfret
Ernie Pomfret (eigentlich Ernest Pomfret; * 18. April 1941 in Haswell, County Durham; † 1. Mai 2001 in Sunderland, Tyne and Wear) war ein britischer Hindernisläufer.
Über 3000 m Hindernis wurde er bei den Olympischen Spielen 1964 in Tokio Zehnter.
1966 wurde er für England startend bei den British Empire and Commonwealth Games in Kingston Sechster. Bei den Leichtathletik-Europameisterschaften in Budapest kam er auf den zwölften Platz.
Seine persönliche Bestzeit über 3000 m Hindernis von 8:37,0 min stellte er am 15. Juli 1967 in London auf.